# Vastrapur Lake
Vastrapur Lake is een meer in Vastrapur in het district Ahmedabad. In 2013 kreeg het meer een nieuwe naam, 'Bakt Kavi Narsinh Mehta Sarovar', ter herinnering aan de Gujarati Vaishnava-dichter Narsinh Mehta. Het meer kreeg in 2002 een opknapbeurt. Sindsdien is het een populaire plek, waar elk weekend veel mensen komen. Er is een openluchttheater en een kinderpark. Rondom het meer loopt een pad, waar veel wandelaars en joggers gebruik van maken. Rondom het meer is veel groen. In 2016 droogde het meer bijna op.